# Galianthe peruviana
Galianthe peruviana là một loài thực vật có hoa trong họ Thiến thảo. Loài này được (Pers.) E.L.Cabral mô tả khoa học đầu tiên năm 2000.